# 손지환 (언론인)
손지환(孫枝煥, 1910년 7월 3일 ~ ?)은 일제강점기의 언론인으로, 만주 지역에서 활동했다. 본관은 밀양이다.

## 생애
한성부에서 출생하였으며 본적이 경성부 통의정으로 되어 있는 것 외에 성장 과정이나 배경에 대해서 알 수 없다. 1930년을 전후하여 조선일보, 조선일일신문, 경성일보에서 근무한 언론인이었다.
1930년대 들어 하얼빈협조회의 동만공작원으로 활동하며 일종의 스파이로 일한 것을 계기로 항일 세력에 대한 적대적 활동에 나서기 시작했다. 관동군 헌병사령부 소속으로 1934년 간도 지역에 설립된 간도협조회에 발기인으로 참여한 뒤 이 단체의 부회장 겸 옌지지부장을 맡았다. 간도협조회의 주요 활동은 만주 지역 항일 세력 파괴 공작이었다. 이듬해에는 간도협조회 소속으로 선전공작을 위한 노동소개소를 설립하고, 항일 운동에 참여했다가 투항한 귀순자들을 수용하는 집단농장을 설치해 운영하였다.
구체적인 활동으로는 명월구에 직접 파견되어 사흘간 항일 무장 부대를 상대로 선전포고를 하고 비행기에서 삐라를 살포하였으며, 항일 부대장인 구승, 청산, 구성 등과 담판을 지어 투항시킨 사실이 알려져 있다. 이렇게 독립운동 가담자를 유인, 체포하여 항일 세력을 파괴하는 데 세운 공로를 인정받아 1936년 일본 정부로부터 공훈 을(乙)을 받았는데, 이는 헌병 부사관 오장급의 대우였으며 매달 90원의 수당이 주어졌다.
1936년 만주국협화회 간도성본부에서 근무한 기록과, 1939년 《만선일보》에 전 간도협조회 회장 김동한의 동상 및 기념비 제막 기사에 중국 한구(漢口)에 배치되어 활동 중이라는 근황이 알려진 이래 행적을 알 수 없다. 김동한의 사망 2주기를 기념한 동상/기념비 제막식에서는 좌담회도 열렸는데, 손지환은 좌담회 사회를 맡아 일제에 대한 김동한의 충실한 협력 행위를 추억하는 내용으로 행사를 진행한 바 있다.
국외에서 기밀성이 강한 업무에 종사했기 때문에 광복 후에도 활동 내역이 잘 알려지지 않았으나, 2007년 대한민국 친일반민족행위진상규명위원회가 관련 기록을 발굴하여 친일반민족행위 195인 명단에 포함시켰다. 2008년 민족문제연구소가 친일인명사전에 수록하기 위해 정리한 친일인명사전 수록예정자 명단에도 선정되었다.

## 같이 보기
- 간도협조회

## 참고자료
- 친일반민족행위진상규명위원회 (2007년 12월). 〈손지환〉 (PDF). 《2007년도 조사보고서 II - 친일반민족행위결정이유서》. 서울. 2156~2165쪽쪽. 발간등록번호 11-1560010-0000002-10. [깨진 링크(과거 내용 찾기)]